# Vanessa Springora

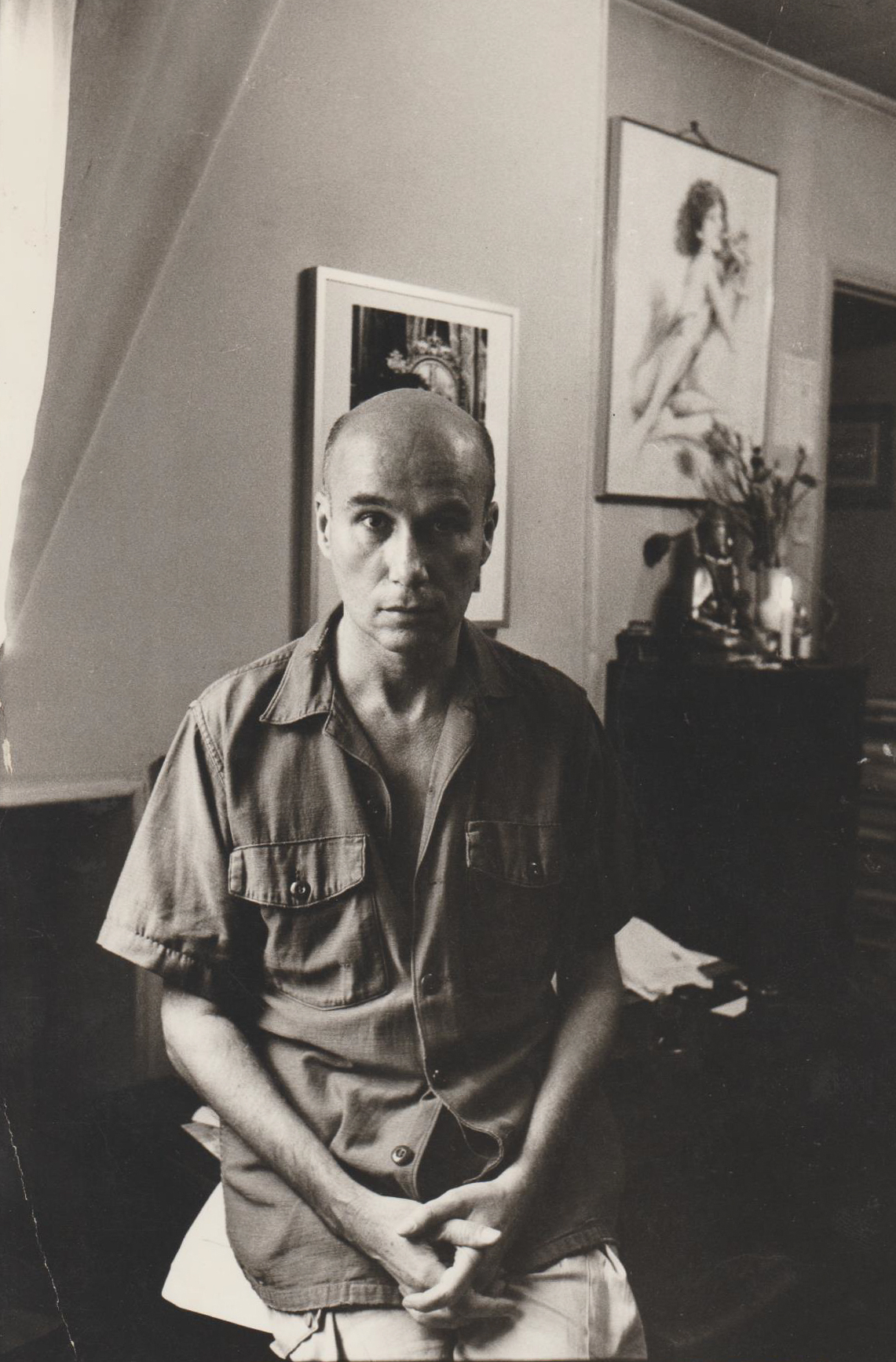
Gabriel Matzneff v roce 1983

Vanessa Springora (* 16. března 1972 Paříž) je francouzská nakladatelská redaktorka, spisovatelka a režisérka. Počátkem roku 2020 vydala autobiografickou knihu Le Consentement, v níž popsala, jak ji ve věku 14–16 let zneužíval slavný francouzský spisovatel ruského původu Gabriel Matzneff (* 1936) a připojila se tak k hnutí Me Too. Kniha se stala bestsellerem a během jednoho roka byla přeložena do desítky jazyků včetně češtiny.

## Život
Vyrůstala sama s rozvedenou matkou, která řešila vlastní problémy. Vystudovala Fénelonovo lyceum, literární vědu na Sorbonně a filmovou režii v Národním institutu audiovizuálních médií (Institut national de l’audiovisuel) v Paříži. Nejdříve pracovala jako asistentka režie a scenáristka u filmu. Od roku 2003 byla zaměstnána v nakladatelství Éditions Julliard, v němž byla redaktorkou a vydavatelkou ediční řady Mytologické novely. Na přelomu roku 2019–2020 se stala ředitelkou tohoto nakladatelství. Počátkem ledna roku 2020 vydala svou autobiografickou knihu Le Consentement, která vyvolala bouřlivou odezvu v hnutí Me too. Veřejné mínění se od uznávaného spisovatele odvrátilo, jeho již dříve publikované vztahy s nezletilými dívkami a chlapci byly jednoznačně odsouzeny a čtyřiaosmdesátiletý spisovatel byl zbaven francouzského stipendia na podporu francouzských literátů-seniorů. V září roku 2021 Springora nakladatelství opustila, aby se mohla věnovat vlastní literární tvorbě.

## České vydání knihy
- Vanessa Springora: Svolení. Překlad Tomáš Havel, vydal Host Brno 2021, stran 192, ISBN 978-80-275-0518-0